# 林可彝
林可彝（1893年—1928年1月4日），本名瑞鼎，字可彝，以字行，福建罗源人，中国共产党早期的知识分子党员，也是罗源籍的首个中国共产党党员。林可彝曾留学日本与苏联，在参加中共前后对马克思主义在中国的传播起到了一定的推动作用，1927年，身在汉口的林可彝于七一五事变中被捕，翌年1月被杀害。中华人民共和国成立后，林可彝被追授为革命烈士。

## 生平
林可彝早年在罗源县城的私塾读书，因文笔很好，他写的文章常被教书先生荐举。辛亥革命后，当地乡绅招募警察以维持县城治安，林可彝报名参加，但他认为警察还是官府欺压百姓的工具，并不能“救生灵于水火”，任职不久便离职。民国2年（1913年），林可彝考入福州法政专门学校，受影响于林长民、刘崧生等进步人士。
民国5年（1916年）夏，自福州毕业的林可彝回到家乡，筹集东渡日本的求学经费，在他堂叔和同乡人的支持下，林可彝得以完成筹款，考入早稻田大学就读，后进入明治大学进修。在日本期间，林可彝发表了一些爱国文章，参加了抗议“二十一条”签订的学生运动。在日本留学期间，林可彝开始信仰马克思主义。
民国9年（1920年），林可彝毕业回国，翌年赴北平，任教于平民大学。在任教的2年间，林可彝和杜国庠等人一同研究、宣传馬克思主義經濟學。民国12年（1923年），林可彝赴苏联留学，学习于莫斯科东方大学，同年夏，他在彭述之的介绍下加入中国社会主义青年团，随后加入中国共产党。民国14年（1925年），林可彝回国，先后担任北京、平云、朝阳和武昌、巫山五所的大学教授。
民国15年（1926年）10月10日，北伐军占领武昌，翌年1月，林可彝奉调到武昌工作，担任中山大学教授兼中共党组织负责人。四一二事件发生后，尚在武汉的汪精卫还未与共产党分裂，但在5月，驻宜昌的独立14师师长夏斗寅和四川军阀杨森趁革命军攻打河南之际袭击武汉，负责武昌卫戍的第24师叶挺部队勠力抵抗，击溃了夏斗寅的部队，林可彝参加了此次战斗。
1927年7月15日，七一五事变发生，汪精卫彻底与共产党决裂，并开始逮捕、处决共产党人。当日照常上班、还未踏进学校的林可彝在校门口被汪精卫部队逮捕，并对其严加审讯，但林可彝拒不屈服。民国17年（1928年）1月4日，林可彝被国民党以“宣传共产、蛊惑青年”的罪名判处死刑并立即执行，享年34岁。

## 身后
林可彝去世后，在北平的亲友借用卧佛寺为他召开了追悼会，在武汉的战友为他收殓，停柩于汉口。民国19年（1930年），林可彝的灵柩被运送回罗源，安葬在现今的起步镇兰田村。中华人民共和国成立后，林可彝被追授为中国共产党革命烈士，罗源县在其建设的革命烈士陵园中为林可彝树立纪念亭与雕塑，并多次组织祭扫活动。2017年，林可彝故居被列入第六批罗源县文物保护单位，县政府还于2022年在故居出资建设了“林可彝事迹陈列馆”。2023年，林可彝在苏联期间留学的相关档案由俄罗斯政府移交中国，同年11月，位于起步镇的林可彝烈士墓被列入第九批罗源县文物保护单位。

## 家庭
林可彝的父亲是林维恭，家中四个兄弟，长兄、四弟先后夭折，父亲也因茶叶生意失败而抑郁早亡。由于林可彝早年便离家求学，家中事务主要由三弟林瑞章操持。林可彝的妻子是郑翠瑛，二人育有一子林时中，中华人民共和国时期在福州一中任教。